# Городище (Бориспольский район)
Городи́ще (укр. Городище) — село, входит в Бориспольский район Киевской области Украины.
Население по переписи 2001 года составляло 311 человек. Почтовый индекс — 08300. Телефонный код — 4595. Занимает площадь 0,947 км². Код КОАТУУ — 3220882202.

## Местный совет
08350, Киевская обл, Бориспольский р-н, с. Глубокое, ул. Ленина, 25